# G.G.F.H.
A G.G.F.H. (Global Genocide Forget Heaven) amerikai indusztrális metal együttes, 1986-ban alakult a kaliforniai Oaklandben. Dalszövegeik témái a halál, gyilkosság, vallás, drogokkal való visszaélés, erőszak, szex és a mentális betegség.
A név rövidítésének jelentése eleinte "Goat Guys from Hell" vagy "Gore Gods from Hell" volt, de Ghost végül a "Global Genocide Forget Heaven"-t tette meg a GGFH rövidítésének.

## Tagok
- Ghost (Michael Geist)
- Hex

## Korábbi tagok
- Brian J. Walls (1992-1998)

## Diszkográfia
- Eclipse (1991)
- Disease (1993)
- Serrated Smile (2005)

## Egyéb kiadványok
Demók
- Hoe or Die
- Gates of Hell
- Matter of Principal
- Necrophilia Banned
- Sick Revenge
- Love is Freed
- Eclipse

Kislemezek, EP-k
- Reality (1992)
- Welcome to the Process/Too Much Punch (1994)

Válogatáslemezek
- Halloween (1994)
- The Very Best of G.G.F.H. Vol. 1 (2001)
- The Cruelest Animal (2003)